# Kelly Kelly
Barbara Collins Blank (* 15. Januar 1987 in Jacksonville, Florida), besser bekannt unter ihrem Ringnamen Kelly Kelly, ist eine US-amerikanische Wrestlerin, Tänzerin und ein Model. Sie war bei der WWE unter Vertrag und trat regelmäßig in deren Wrestlingshows auf. Ihr größter Erfolg ist der einmalige Gewinn der Divas Championship.

## Privatleben
In der High School war Blank jahrelang Turnerin, bis sie diesen Sport verletzungsbedingt aufgeben musste und zu den Cheerleadern wechselte. Sie nahm im Anschluss ein Studium am College im Fach Journalismus auf, mit der ursprünglichen Absicht, Fernsehmoderatorin zu werden.
Seit Sommer 2014 war sie mit ihrem langjährigen Freund, dem ehemaligen Eishockeyspieler Sheldon Souray, verlobt, ehe das Paar am 27. Februar 2016 in Mexiko heiratete. Im Oktober 2017 kam es zur Trennung.

## Wrestling-Karriere

### World Wrestling Entertainment (2006–2012, 2018)

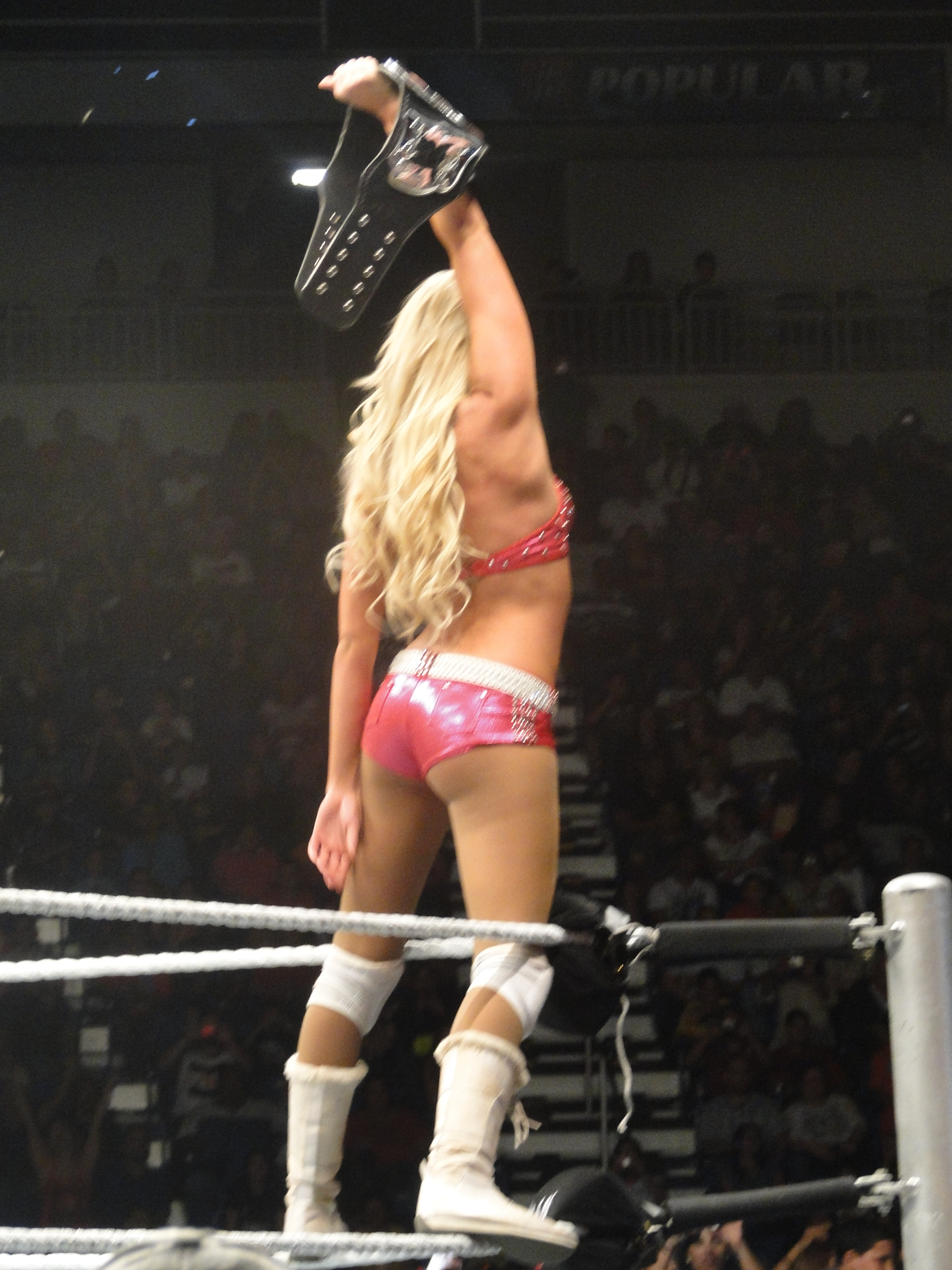
Divas Champion Kelly Kelly im Jahr 2011.

Der ehemalige Wrestler John Laurinaitis („Johnny Ace“), ein Bruder von Joseph Laurinaitis („The Road Warrior Animal“), wurde 2006 während einer Talentsuche durch einen Bademoden-Katalog von Venus Swimwear auf Blank aufmerksam und brachte sie zur WWE. Auf diesem Wege unterzeichnete sie im Mai des Jahres einen Entwicklungsvertrag und wurde zur Aufbauliga Ohio Valley Wrestling geschickt, in der sie zunächst Ringansagerin wurde. Mit nur 19 Jahren wurde sie anschließend die jüngste Diva der WWE. Danach erhielt Blank einen Vertrag bei dem Brand ECW, bei dem sie am 13. Juni 2006 erstmals als jüngstes Mitglied in der Rolle eines der drei Extreme Exposé startete, die sie nach einer Verletzungspause im Januar 2007 mit der Unterstützung von Brooke und Layla fortsetzte.
Von 2008 bis April 2010 war Blank bei dem Brand RAW (Bestandteil des WWE-Rosters) unter Vertrag, ihr Erstauftritt fand am 7. Juli 2008 im Zuge eines Divas Tag Team Matches statt.
Am 26. April 2010 wurde sie bei der WWE Draft zu SmackDown gewechselt. Dort fehdete sie hauptsächlich gegen Layla und Michelle McCool.
Bei der WWE Draft vom 26. April 2011 wurde Blank zu RAW gewechselt, wo sie am 21. Juni 2011 von Brie Bella die WWE Divas Championship gewann. Bei der Veranstaltung Hell in a Cell am 2. Oktober 2011 verlor sie den Titel an Beth Phoenix.
Am 28. September 2012 wurde Kelly Kelly auf ihren Wunsch hin aus ihrem Vertrag entlassen.

## Sonstiges
Vor ihrer Wrestlingkarriere arbeitete Blank unter anderem als Bikini-Model für Hawaiian Tropic und Venus Swimwear. Darüber hinaus war sie Monatsmodel in diversen Bildkalendern, so zum Beispiel beim Winghouse Calendar 2005 (Monat Februar), beim Georgia Peachbuns Calendar 2006 (Monat Dezember) und beim Bourbon Street Calendar 2006 (Monat Juli und Titelseite).
Bei den Video Music Awards 2005 wurde sie als Model unter dem Namen Barbie Blank zur Musikpromotion eingesetzt. Im April 2007 nahm Souray zusammen mit ihren Kolleginnen Ashley Massaro („Ashley“), Layla El („Layla“), Brooke Adams, Torrie Wilson („Samantha“) und Maryse Ouellet („Maryse“) an den Dreharbeiten des Musikvideos für die Single Throw It on Me (featuring The Hives) des Produzenten Timbaland teil. Im August 2007 erschienen alle drei Mitglieder des Extreme Exposé in einer Fotostrecke mit Interview der Zeitschrift FHM. Weiterhin war sie 2008 als Fußball-Model („Soccerette“) in der britischen Sportsendung Soccer AM zu sehen.
Im Dezember 2011 war sie auf dem Cover der US-Ausgabe der Maxim. Seit ihrer Entlassung aus der WWE 2012 arbeitet sie als Model.

## Wrestling-Erfolge
- World Wrestling Entertainment
  - WWE Divas Championship (1×)
  - WWE 24/7 Championship (1×)